# Az utolsó léghajlító
Az utolsó léghajlító (eredeti cím: The Last Airbender) 2010-ben bemutatott amerikai fantasy-kalandfilm, melyet M. Night Shyamalan írt és rendezett. A Nickelodeon Avatár – Aang legendája című rajzfilmsorozatának előzménye. Maga a film a televíziós sorozat első évadán alapul.
A film Aang megtalálását és történetét mutatja be: Aangot egy jéghegy belsejében találták. A Víz, a Föld és a Levegő népe folyamatos harcban van a Tűz népével, amelyet Ozai vezet. Zuko, Ozai száműzött fia meg akarja találni az Avatart, hogy visszanyerje becsületét. Eközben Aang, Sokka és Katara különféle kalandokba keverednek. A film végén minden jóra fordul, Ozai pedig megbízza lányát, Azulát, hogy ő pusztítsa el az Avatárt, mivel Zuko kudarcot vallott.
2010. július 2-án mutatták be az Amerikai Egyesült Államokban. A 150 millió dolláros költségvetésből készült film 319 millió dolláros bevételt termelt. A kritikusok különösen negatívan fogadták: kifogásolták a szereplők kinézetét, a CGI-t és a színészi játékot. Ezek miatt a 2010-es év legrosszabb filmjei közt tartják számon.

## Szereplők
| Szerep                  | Színész            | Magyar hang      |
| ----------------------- | ------------------ | ---------------- |
| Aang                    | Noah Ringer        | Glósz András     |
| Katara                  | Nicola Peltz       | Hermann Lilla    |
| Zuko                    | Dev Patel          | Előd Botond      |
| Sokka                   | Jackson Rathbone   | Előd Álmos       |
| Iroh                    | Shaun Toub         | Forgács Péter    |
| Zhao                    | Aasif Mandvi       | Rajkai Zoltán    |
| Ozai                    | Cliff Curtis       | Epres Attila     |
| Yue                     | Seychelle Gabriel  | Czető Zsanett    |
| Katara nagymamája       | Katharine Houghton | Győry Franciska  |
| Pakku                   | Francis Guinan     | Kajtár Róbert    |
| Gyatso                  | Damon Gupton       | N/A              |
| Azula                   | Summer Bishil      | N/A              |
| Villám                  | Georgie DeNoto     | N/A              |
| Öreg férfi a templomban | Randall Duk Kim    | Versényi László  |
| Sárkány-szellem hangja  | John Noble         | Borbiczki Ferenc |

További magyar hangok: Bogdán Gergő, Bor László, Fellegi Lénárd, Garai Róbert, Garamszegi Gábor, Györfi Laura, Maday Gábor, Magyar Bálint, Palóczy Frigyes, Papucsek Vilmos, Pipó László, Potocsny Andor, Renácz Zoltán

## Fordítás
- Ez a szócikk részben vagy egészben  a   The Last Airbender című angol Wikipédia-szócikk fordításán alapul.  Az eredeti cikk szerkesztőit annak laptörténete sorolja fel. Ez a jelzés csupán a megfogalmazás eredetét és a szerzői jogokat jelzi, nem szolgál a cikkben szereplő információk forrásmegjelöléseként.